# Ritomo Miyata
Ritomo Miyata (宮田莉朋 Miyata Reitomo?, Kanagawa, Japón; 10 de agosto de 1999) es un piloto de automovilismo japonés. Fue bicampeón de la Fórmula 4 Japonesa en 2016 y 2017, campeón de la Super Fórmula Lights en 2020 y dos veces subcampeón de dicha categoría cuando se denominaba Fórmula 3 Japonesa en 2018 y 2019. Desde 2020 compitió en la Super Fórmula Japonesa, resultando campeón en 2023. Desde 2024 compite en el Campeonato de Fórmula 2 de la FIA, debutando con el equipo Rodin Motorsport. En 2025 es piloto de ART Grand Prix.

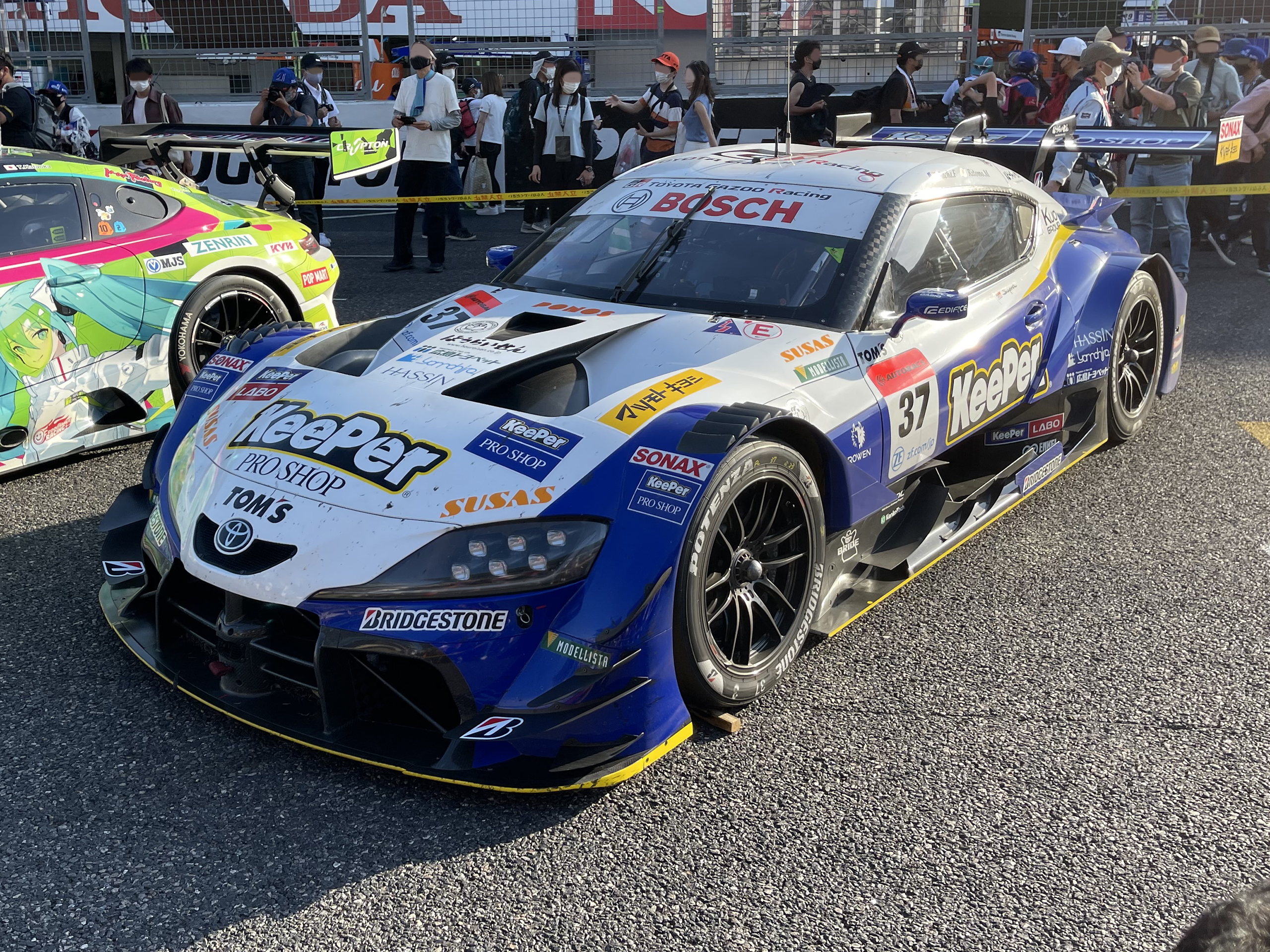
Toyota GR Supra GT500 manejado por Ritomo Miyata en el Super GT 2022.

En su infancia fue diagnosticado con el espectro autista, lo que le impidió adaptarse a la vida escolar. Pasó gran parte de sus primeros años recibiendo asesoramiento en varios hospitales; utiliza las carreras como método para atenuar sus síntomas.

## Resumen de carrera
| Temporada | Categoría                                              | Equipo                      | Carreras     | Victorias    | Poles        | VR           | Podios       | Puntos       | Pos.         |
| --------- | ------------------------------------------------------ | --------------------------- | ------------ | ------------ | ------------ | ------------ | ------------ | ------------ | ------------ |
| 2015      | Campeonato de Japón de Fórmula 4                       | RSS                         | 6            | 0            | 0            | 0            | 1            | 24           | 15.º         |
| 2016      | Campeonato de Japón de Fórmula 4                       | TOM'S Spirit                | 14           | 2            | 2            | 3            | 5            | 142          | 1.º          |
| 2017      | Campeonato de Japón de Fórmula 4                       | TOM'S Spirit                | 14           | 4            | 5            | 6            | 11           | 231          | 1.º          |
| 2017      | Campeonato de Fórmula 3 Japonesa                       | Team TOM'S                  | 18           | 0            | 0            | 2            | 10           | 79           | 4.º          |
| 2017      | Gran Premio de Macao                                   | Team TOM'S                  | 1            | 0            | 0            | 0            | 0            | N/A          | 12.º         |
| 2018      | Campeonato de Fórmula 3 Japonesa                       | Team TOM'S                  | 19           | 2            | 2            | 2            | 15           | 117          | 2.º          |
| 2018      | Gran Premio de Macao                                   | Team TOM'S                  | 1            | 0            | 0            | 0            | 0            | N/A          | 13.º         |
| 2018      | Super GT Japonés - GT300                               | LM Corsa - OTG Motor Sports | 8            | 0            | 0            | 0            | 1            | 23           | 15.º         |
| 2018      | Super Taikyu - ST-3                                    | Le Beausset Motorsports     | 6            | 1            | 1            | 0            | 5            | 129          | 2.º          |
| 2019      | Campeonato de Fórmula 3 Japonesa                       | Corolla Chukyo Kuo TOM'S    | 20           | 8            | 10           | 10           | 15           | 142          | 2.º          |
| 2019      | Super GT Japonés - GT300                               | LM Corsa                    | 7            | 1            | 0            | 0            | 1            | 25           | 12.º         |
| 2019      | Super GT Japonés - GT500                               | Lexus Team au TOM'S         | 1            | 0            | 0            | 0            | 0            | 0            | NC           |
| 2019      | Copa Mundial de Turismos                               | Audi Sport Team Hitotsuyama | 3            | 0            | 0            | 0            | 0            | 0            | NC†          |
| 2019      | Super Taikyu - ST-4                                    | Endless Sports              | 5            | 1            | 0            | 1            | 4            | 89           | 4.º          |
| 2020      | Super Fórmula Lights                                   | TOM'S                       | 17           | 12           | 6            | 15           | 16           | 153          | 1.º          |
| 2020      | Campeonato de Super Fórmula Japonesa                   | Vantelin Team TOM'S         | 2            | 0            | 0            | 0            | 0            | 7            | 17.º         |
| 2020      | Super GT Japonés - GT500                               | TGR Team WedsSport Bandoh   | 8            | 0            | 0            | 0            | 0            | 10           | 17.º         |
| 2020      | Super Taikyu - ST-4                                    | Endless Sports              | 4            | 0            | 0            | 0            | 3            | 74           | 4.º          |
| 2021      | Super GT Japonés - GT500                               | TGR Team WedsSport Bandoh   | 8            | 0            | 2            | 1            | 2            | 36           | 11.º         |
| 2021      | Campeonato de Super Fórmula Japonesa                   | Kuo Vantelin Team TOM'S     | 7            | 0            | 0            | 0            | 0            | 22           | 10.º         |
| 2022      | Super GT Japonés - GT500                               | TGR Team KeePer TOM'S       | 8            | 1            | 0            | 0            | 2            | 43           | 6.º          |
| 2022      | Campeonato de Super Fórmula Japonesa                   | Kuo Vantelin Team TOM'S     | 10           | 0            | 0            | 1            | 2            | 64           | 4.º          |
| 2023      | Super GT Japonés - GT500                               | TGR Team au TOM'S           | 8            | 3            | 1            | 0            | 4            | 89           | 1.º          |
| 2023      | Campeonato de Super Fórmula Japonesa                   | Vantelin Team TOM'S         | 9            | 2            | 0            | 2            | 6            | 114.5        | 1.º          |
| 2023      | Campeonato Mundial de Resistencia de la FIA - LMGTE Am | Kessel Racing               | 1            | 0            | 0            | 0            | 1            | 15           | 20.º         |
| 2023      | Super Taikyu - ST-Z                                    | Audi Team Hitotsuyama       | 3            | 0            | 0            | 1            | 0            | 73           | 5.º          |
| 2024      | Campeonato de Fórmula 2 de la FIA                      | Rodin Motorsport            | 28           | 0            | 0            | 1            | 0            | 31           | 19.º         |
| 2024      | European Le Mans Series - LMP2                         | Cool Racing                 | 5            | 2            | 0            | 0            | 2            | 62           | 3.º          |
| 2024      | IMSA SportsCar Championship - GTD                      | Vasser Sullivan             | 1            | 0            | 1            | 0            | 0            | 195          | 65.º         |
| 2025      | Campeonato de Fórmula 2 de la FIA                      | ART Grand Prix              | Disputándose | Disputándose | Disputándose | Disputándose | Disputándose | Disputándose | Disputándose |
| Fuente:   |                                                        |                             |              |              |              |              |              |              |              |

- † Miyata fue piloto invitado, por lo tanto no fue apto para sumar puntos.

## Resultados

### Copa Mundial de Turismos
(Clave) (negrita indica pole position) (cursiva indica vuelta rápida)

| Año  | Equipo                | Auto                        | 1   | 2   | 3   | 4   | 5   | 6   | 7   | 8   | 9   | 10  | 11  | 12  | 13  | 14  | 15  | 16  | 17  | 18  | 19  | 20  | 21  | 22  | 23  | 24  | 25  | 26  | 27  | 28  | 29  | 30  | Pos. | Pts. |
| ---- | --------------------- | --------------------------- | --- | --- | --- | --- | --- | --- | --- | --- | --- | --- | --- | --- | --- | --- | --- | --- | --- | --- | --- | --- | --- | --- | --- | --- | --- | --- | --- | --- | --- | --- | ---- | ---- |
| 2019 |                       |                             | MAR | MAR | MAR | HUN | HUN | HUN | SVK | SVK | SVK | NED | NED | NED | ALE | ALE | ALE | POR | POR | POR | CHN | CHN | CHN | JAP | JAP | JAP | MAC | MAC | MAC | MYS | MYS | MYS | -    | 0    |
| 2019 | Audi Team Hitotsuyama | Audi RS3 LMS TCR SEQ (2016) |     |     |     |     |     |     |     |     |     |     |     |     |     |     |     |     |     |     |     |     |     | Ret | 25  | Ret |     |     |     |     |     |     | -    | 0    |

### Campeonato de Super Fórmula Japonesa
(Clave) (negrita indica pole position) (cursiva indica vuelta rápida)

| Año  | Escudería               | 1     | 2     | 3      | 4     | 5     | 6     | 7      | 8      | 9     | 10    | Pos. | Puntos |
| ---- | ----------------------- | ----- | ----- | ------ | ----- | ----- | ----- | ------ | ------ | ----- | ----- | ---- | ------ |
| 2020 | Vantelin Team TOM'S     | MOT   | OKA 9 | SUG    | AUT 8 | SUZ   | SUZ   | FUJ    |        |       |       | 17.º | 7      |
| 2021 | Kuo Vantelin Team TOM'S | FUJ 7 | SUZ 6 | AUT 4  | SUG 7 | MOT 8 | MOT 9 | SUZ 14 |        |       |       | 10.º | 22     |
| 2022 | Kuo Vantelin Team TOM'S | FUJ 5 | FUJ 3 | SUZ 18 | AUT 5 | SUG 6 | FUJ 4 | MOT 8  | MOT 14 | SUZ 5 | SUZ 3 | 4.º  | 64     |
| 2023 | Vantelin Team TOM’S     | FUJ 5 | FUJ 4 | SUZ 1  | AUT 2 | SUG 1 | FUJ 3 | MOT 4  | SUZ 2  | SUZ 3 |       | 1.º  | 114.5  |

### Campeonato de Fórmula 2 de la FIA
(Clave) (negrita indica pole position) (cursiva indica vuelta rápida puntuable)

| Año   | Escudería        | 1   | 1   | 2   | 2   | 3   | 3   | 4   | 4   | 5   | 5   | 6   | 6   | 7   | 7   | 8   | 8   | 9   | 9   | 10  | 10  | 11  | 11  | 12  | 12  | 13  | 13  | 14  | 14  | Pos. | Puntos | Ref.  |
| ----- | ---------------- | --- | --- | --- | --- | --- | --- | --- | --- | --- | --- | --- | --- | --- | --- | --- | --- | --- | --- | --- | --- | --- | --- | --- | --- | --- | --- | --- | --- | ---- | ------ | ----- |
| 2024  | Rodin Motorsport | SAK | SAK | YED | YED | MEL | MEL | IMO | IMO | MON | MON | BAR | BAR | SPI | SPI | SIL | SIL | BUD | BUD | SPA | SPA | MNZ | MNZ | BAK | BAK | LUS | LUS | YMC | YMC | 19.º | 31     | [ 6 ] |
| 2024  | Rodin Motorsport | 9   | 9   | 13  | 15  | 5   | 5   | 13  | 15  | 17  | 15  | 7   | 13  | 22  | Ret | 10  | 17  | 12  | 8   | 15  | 7   | 13  | 14  | Ret | 13  | 13  | 10  | 11  | 10  | 19.º | 31     | [ 6 ] |
| 2025* | ART Grand Prix   | MEL | MEL | SAK | SAK | YED | YED | IMO | IMO | MON | MON | BAR | BAR | SPI | SPI | SIL | SIL | SPA | SPA | BUD | BUD | MNZ | MNZ | BAK | BAK | LUS | LUS | YMC | YMC | 15.º | 3      | [ 7 ] |
| 2025* | ART Grand Prix   | 12  | C   | 9   | 14  | 19  | 16  | 6   | 16  |     |     |     |     |     |     |     |     |     |     |     |     |     |     |     |     |     |     |     |     | 15.º | 3      | [ 7 ] |

- * Temporada en progreso.

### Citas
1. 1 2  «Ritomo Miyata | Racing career profile | Driver Database». Driver Database (en inglés). Consultado el 2 de septiembre de 2023.
2. ↑  Klein, Jamie (22 de agosto de 2023). «Points leader Miyata thought "it's over" after Motegi stall». Motorsport.com (en inglés). Motorsport Network. Consultado el 2 de septiembre de 2023.
3. ↑  «Rodin Carlin confirm 2024 lineup with Zane Maloney and Ritomo Miyata». Fórmula 2 (en inglés). Formula Motorsport Limited. 28 de noviembre de 2023. Consultado el 28 de noviembre de 2023.
4. ↑  «Profile - 宮田莉朋公式ウェブサイト». Ritomo Miyata (en japonés). Consultado el 2 de septiembre de 2023.
5. ↑  «Japanese pair secure Suzuka wild card drives with Team Hitotsuyama». TouringCarTimes (en inglés). 20 de septiembre de 2019. Consultado el 2 de septiembre de 2023.
6. ↑  «Driver Standings for the FIA Formula 2 2024 Championship». Fórmula 2 (en inglés). Formula Motorsport Limited. Consultado el 29 de febrero de 2024.
7. ↑  «Driver Standings for the FIA Formula 2 2025 Championship». Fórmula 2 (en inglés). Formula Motorsport Limited. Consultado el 13 de marzo de 2025.